# Portret neznakomtsa
Portret neznakomtsa (russisk: Портрет незнакомца) er en russisk spillefilm fra 2022 af Sergej Osipjan.

## Medvirkende
- Jurij Butorin som Oleg
- Kirill Pirogov som Nikolajev
- Ksenija Putepova som Inga
- Galina Tjunina som Peresvetova
- Polina Kutepova som Tamara
- Madlen Dzjabrailova som Nelli
- Nikita Tjunin som Lavrentjev